# Chacaltianguis (kommun)
Chacaltianguis är en kommun i Mexiko.   Den ligger i delstaten Veracruz, i den sydöstra delen av landet, 400 km öster om huvudstaden Mexico City.
Följande samhällen finns i Chacaltianguis:
- Chacaltianguis
- Arroyo del Soldado
- Las Mesas
- Paso del Cura
- Joachín
- Desviación de Sabanetas